# Молодіжна збірна Вірменії з футболу
Молодіжна збірна Вірменії з футболу (вірм. Հայաստանի ֆուտբոլի երիտասարդական հավաքական) — національна футбольна збірна Вірменії гравців віком до 21 року (U-21), яка підпорядкована Федерації футболу Вірменії.

## Виступи начемпіонатах Європи
- 1978 - 1991: входила до складу СРСР, гравці виступали за молодіжну збірну СРСР
- 1992 - 1994: не брала участі
- 1996: не пройшла кваліфікацію
- 1998: не пройшла кваліфікацію
- 2000: не пройшла кваліфікацію
- 2002: не пройшла кваліфікацію
- 2004: не пройшла кваліфікацію
- 2006: не пройшла кваліфікацію
- 2007: не пройшла кваліфікацію
- 2009: не пройшла кваліфікацію
- 2011: не пройшла кваліфікацію
- 2013: не пройшла кваліфікацію
- 2015: не пройшла кваліфікацію
- 2017: не пройшла кваліфікацію
- 2019: не пройшла кваліфікацію
- 2021: не пройшла кваліфікацію
- 2023: не пройшла кваліфікацію
- 2025: не пройшла кваліфікацію